# Тип 99 (граната)
Тип 99 (відома назва в американських військах «Киска») — японська універсальна граната, що перебувала на озброєнні японської імператорської армії та імператорського флоту Японії; використовувалася в ході Японо-китайської та Другої світової війн.

## Історія
Раніше прийнята на озброєння японської армії граната Тип 97 викликала низку нарікань з боку військових. Так, через ненадійність запалу граната була небезпечна як для противника, так і для гранатометчика. Крім того, Тип 97 не можна було використовувати як гвинтівкову гранату.
У зв'язку з цим у 1939 році армійське технічне бюро розробило вдосконалену версію гранати — Тип 99, у конструкції якої було усунуті недоліки гранати Тип 97.
Тип 99 випускався як стандартна гвинтівкова граната для японських піхотинців під час Другої японо-китайської війни та під час різних кампаній Другої світової війни. Перші екземпляри, які потрапили до рук військової розвідки союзників, були захоплені в битві при Киска на Алеутських островах, що дало підстави американським військам прозвати гранату «граната Киска».

## Відмінності від інших японських гранат
На відміну від попередніх гранат Тип 91 і Тип 97, корпус гранати Тип 99 не був сегментований. Корпус гранати мав гладку поверхню із фланцями на обох кінцях. Досить серйозно було вдосконалено запал. Нову гранату Тип 99 можна було використовувати як ручну і гвинтівкову гранату, вистрілити з гранатомета типу 100, а також як міну-пастку. Нова граната також була трохи меншим у діаметрі, ніж Тип 91.